# Картагински сабор
Помесни сабор Картагински је одржан 419. године у Картагини, у северној Африци. Канони, њих сто тридест три, колико их се води под овим сабором, заправо припадају читавом низу сабора држаних у Картагини. Поред ових канона, постоји још пет текстова који им се придодају, а које неки броје као каноне 134-138. Занимљиво је да се овај сабор у неким својим канонима бави питањем првенства римске катедре. Он је признаје за «прву», али никако не сматра да је она изнад других помесних цркава.
Сабору је присуствовало 217 епископа, којима је председавао Аурелије, архиепископ Картагине, а папини легати били су Фавстин, епископ Пицене Потентиа, и презвитери Филип и Азел.
Повод за сазивање сабора била је апел папи једног свештеника осуђеног у Картагини, којег је папа узео у заштиту и хтео да га ослободи. Сабор је разматрао питање права римског епископа да разматра жалбе на одлуке сабора Картагинске цркве и у својој поруци папи није му признао такво право.
Поред разматрања питања које је послужило као повод за сазивање Сабора, епископи су проучавали и ревидирали каноне претходних сабора. Сабор у Картагини је одобрио 121 правило из правила претходних сабора и додао им 12 нових. Ова правила се налазе у свим зборницима црквеног права Православне цркве.
Због чињенице да су састављачи канонских зборника различито формирали списак правила Картагинског сабора, деле или комбинујући своје текстове, њихов број варира: у атинској синтагми има 133 канона, у кормиларској књизи – 134, у Пидалион – 141, у „Књизи правила” – 147, у „Кодек Канонум ветус еклесиае Романе” – 105. У словенским земљама правила Картагинског сабора била су распоређена са различитим тумачењима.

## Избори
1. ↑  „Правила Святых Апостолов и Вселенских соборов с толкованиями - священноисповедник Никодим (Милаш) - читать, скачать”. azbyka.ru (на језику: руски). Приступљено 2023-12-01.
2. ↑  Сиренов, А.В. (2023-08-15). „НЕКРОПОЛЬ СУЗДАЛЬСКОГО РОЖДЕСТВЕНСКОГО СОБОРА В XVI–XVII вв.”. ДРЕВНЯЯ РУСЬ. ВОПРОСЫ МЕДИЕВИСТИКИ (1(91)). ISSN 2071-9574. doi:10.25986/iri.2023.91.1.021.